# Marfrig
Marfrig er en brasiliansk børsnoteret multinational fødevarevirksomhed med primært fokus på kødproduktion. Omsætning var i 2018 på 12,7 mia. amerikanske dollar, og der var 40.200 ansatte i 2016. Virksomheden har hovedsæde i São Paulo og har faciliteter i 22 lande. Der eksporteres til over 100 lande. Marfrig ejer 51 % af National Beef Packing Company og er verdens næststørste eksportør af oksekød.
Marfrigs industrianlæg omfatter: 33 enheder i kvægindustrien (24 i Brasilien, fem i Argentina og fire i Uruguay), 21 industrianlæg til kyllinger (14 i Brasilien, fire i Europa, og tre i USA). 48 fabrikker for industrielle eller forarbejdede varer (16 i Brasilien, fem i Argentina, tre i Uruguay, otte i USA, en i Kina, en i Thailand, en i Malaysia, en i Sydkorea, en i Australien, og 11 i Europa). Svinekødsindustrien fire industrianlæg i Brasilien. To industrianlæg for kalkuner et i Brasilien og et i Europa. Fem anlæg for lam (et i Brasilien, tre i Uruguay og et i Chile). Der drives 27 foderfabrikker (21 i Brasilien, tre i Europa og tre i USA). 